# Бервенка
Берве́нка (бел. Бярве́нка) — река в Гродненском районе Гродненской области Белоруссии. Левый приток реки Пыранка (бассейн Котры).
Река Бервенка вытекает из озера Долгое и впадает в реку Пыранка в 0,7 км к юго-западу от деревни Пруды.
Длина реки составляет 25 км (по данным 1980-х годов — 28 км). Площадь водосбора — 110 км². Средний наклон водной поверхности — 0,7 м/км.
Русло канализовано на всём протяжении. С правой стороны впадает ручей Локница. К бассейну реки относятся несколько небольших по площади озёр (Глинец, Локно и др.).